# 新洲镇 (阳江市)
新洲镇，是中华人民共和国广东省阳江市阳东区下辖的一个乡镇级行政单位。紧鄰大广海湾经济区。

## 行政区划
新洲镇下辖以下地区：
新洲社区、新洲村、龙潭村、石岗村、旱地村、北股村、北桂村、那六村、上六村、中六村、下六村、平田村、福扬村、表竹村、三山村、乌石村和东安村。